# 武通
武通（法語：Vouthon，法語發音：[vutɔ̃]）是法国夏朗德省的一个市镇，位于该省东部，属于昂古莱姆区。

## 地理
武通（45°40'10"N, 0°27'40"E）面积10.38 平方千米，位于法国新阿基坦大区夏朗德省，该省份为法国西部内陆省份，北起德塞夫勒省和维埃纳省，东临上维埃纳省，东南至多尔多涅省，南至多爾多涅省，西接滨海夏朗德省。
与武通接壤的市镇（或旧市镇、城区）包括：马尔通、蒙布龙、圣日耳曼德蒙布龙、圣索尔南、塔杜瓦尔河畔穆兰。
武通的时区为UTC+01:00、UTC+02:00（夏令时）。

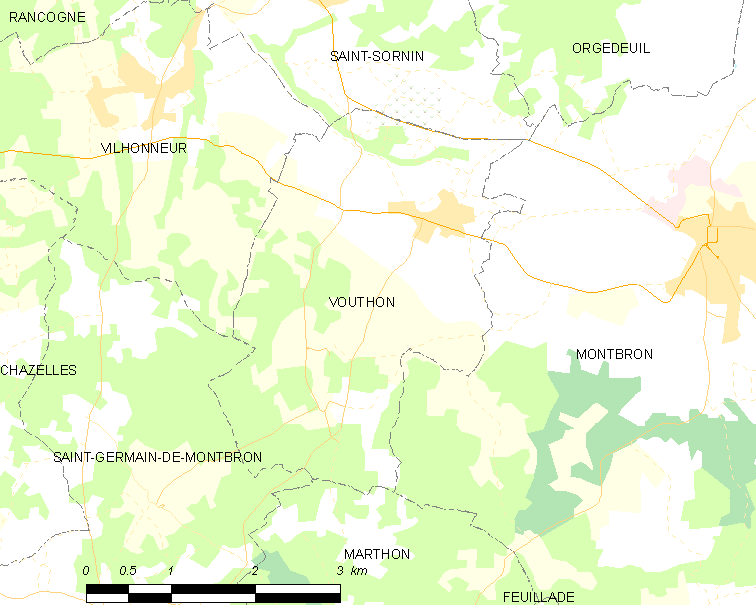
武通的OSM定位图

## 行政
武通的邮政编码为16220，INSEE市镇编码为16421。

## 政治
武通所属的省级选区为塔杜瓦尔河谷县。

## 人口

1962-2008年间武通人口变化图示

武通于2022年1月1日时的人口数量为408人。